# Gnatholepis anjerensis
Gnatholepis anjerensis és una espècie de peix de la família dels gòbids i de l'ordre dels perciformes.

## Morfologia
- Els mascles poden assolir 8,4 cm de longitud total.[3][4]

## Hàbitat
És un peix de clima tropical i associat als esculls de corall que viu entre 1-46 m de fondària.

## Distribució geogràfica
Es troba des del Mar Roig i l'Àfrica oriental fins a les Hawaii, les Illes Marqueses i les Illes de la Societat.

## Costums
És bentònic.

## Observacions
És inofensiu per als humans.